# マーレ・パワートレイン
マーレ・パワートレイン（MAHLE Powertrain Ltd）は、マーレが所有するエンジニアリングサービス部門である。イギリス、ノーサンプトンに本社を置く。電動パワートレインシステムと高効率内燃機関の設計、開発、試験、製造を専門としている。また同社のエンジニアは、ドイツ・ミュンヘン、ブラジル・サンパウロ、中華人民共和国・上海にあるマーレの研究開発センターにも常駐している。以前の社名、コスワース・テクノロジーに会社分割される前は、コスワースの一部だった。

## 歴史
マーレ・パワートレインは元々は、コスワースが所有していた。その後1990年3月にヴィッカースがコスワースを買収した。
1998年9月、アウディはコスワースを1億1,700万ポンドで買収し、その後2つの会社に会社分割した。コスワース・レーシングは金額非公開でフォードに売却されたが、アウディは新会社のコスワース・テクノロジーを保持し、生産、エンジニアリング、鋳造、コンサルタント業務を担当した。
新しく設立されたコスワース・テクノロジーは、ノーサンプトンの技術本部、ウェリングバラのエンジン組立および機械加工施設、ウスターのアルミニウム合金、砂型鋳造施設で構成された。このグループには、以前はインテリジェント・コントロール社として知られていたミシガン州のエンジニアリング会社も含まれていた。
2005年1月1日、マーレはコスワース・テクノロジーを買収した。2005年7月1日にマーレ・パワートレインへ社名変更した。

## エンジニアリングサービス
マーレ・パワートレインは、エンジン開発のあらゆる面でエンジニアリングを提供し、コンセプトの研究、設計とシミュレーションの段階、開発と適合作業、検証、そして最終的に生産準備が整ったパワートレインソリューションの提供が含まれている。一部のプロジェクトは独立しており、単一の部門の専門家を雇用する場合があり、社内のあらゆる分野のエンジニアが関与するものもある。
設計・検証・購買
設計および解析エンジニアは、コンピュータ支援エンジニアリングツールを使用して、最初のコンセプトアイデアから生産準備の整った詳細設計まで、エンジン全体とサブシステムを設計。同社はまた、既存のパワートレインのパフォーマンスアップグレードパッケージも設計している。
熱力学と応用
性能および排気エンジニアは、エンジン開発プログラム中に、燃焼システムの開発と最適化を行い、ハードウェアの最も適切な組み合わせを評価および選択ができる。 マーレ・パワートレインのキャリブレーションエンジニアは、エンジン管理システムを構成して、パフォーマンス、効率、およびドライバビリティを最適化にし、現在は路上走行車に義務付けられているオンボード診断システムも調整。さらに、マーレ・パワートレインは、社内のダイナモメーターでドライブサイクルのエミッションテストを実施しており、エンジンのキャリブレーションは、特定の排出規制を対象とするように調整されている。
ビルドとテスト
ノーサンプトン（英国）にあるマーレ・パワートレインは、エンジンと車両の広範な試験施設を備えており、性能と信頼性を向上させ、 CO2排出量と燃料消費量を削減するために使用されている。マーレ・パワートレインのエンジン製造サービスには、シリンダーヘッドとブロック（アルミニウムと鋳鉄の両方）の機械加工、シリンダーヘッドシステムと完全なエンジンの組み立てが含まれる。

## 社内研究開発
高度なダウンサイジングエンジン
マーレ・パワートレインは、高度に最適化されたガソリンエンジン性能の業界ベンチマークとして認められているマーレ・アドバンスト・ダウンサイジング・テクノロジー・デモンストレーター・エンジンを設計および開発し、ベンチテストでは当初、高耐久パッケージで非常に低い燃料消費量で豊富なパワーとトルクを提供できることが証明され、2010年にはこのエンジンが中型車に搭載され、さらなる最適化とドライバビリティ評価が行われた。その後、「実世界」の運転条件下で燃費が大幅に向上する可能性が実証され、検証された。
マーレ・ダウンサイジングエンジン
ダウンサイジングエンジンの主な機能は次のとおり。
- 積極的なエンジンのダウンサイジング: 排気量を50%削減
- 高比出力：100 キロワット/リットル
- 燃費向上効果（実証済み）：5.8L/100 キロ (49 mpg)
- CO 2排出量 (NEDC): 135g/km
- MAHLE NIKASIL®ペアレントボアシリンダーコーティング
- BMTS シングルターボチャージャー

コンパクト・レンジエクステンダーエンジン
マーレ・パワートレインは、親会社であるマーレから、電気自動車のレンジエクステンダーとして使用するエンジンの開発を依頼され、設計は完全に白紙の状態から始まり、2009年にコンセプト作業が開始されてから9か月後に、動作するプロトタイプがテストされた。航続距離延長する電気自動車の背後にある原理は、内燃機関を使用して電気自動車用蓄電池を再充電し、次の充電までの車両の走行距離を延ばすこと。デモンストレーター車両が製造された。
レンジエクステンダーエンジンの主な機能は次のとおり。
- 900 cm 3 2気筒スパーク点火エンジン
- 30 kW出力
- Euro 6排出ガス規制に準拠

以下のために最適化されたレンジエクステンダー
- コスト
- 重量（< 70 kg、発電機を含む）
- パッケージ容積（エンジンは平面図でA3用紙のサイズ）
- 騒音、振動、ハーシュネス

マーレ・フレキシブルECU (MFE)
マーレ・パワートレインのフレキシブルECUは、ガソリンおよびディーゼル製品の開発および適合活動をサポートするために使用できる。
マーレ・スターリングエンジン
マーレ・スターリング・エンジンは、再生可能発電用向けに25kWを発生する。太陽の熱を集めてエンジンの熱交換器に集中させて電力を供給するように設計されている。